# Руски тежковозен кон
Руски тежковозен кон е порода руски тежковозен кон, създаден в края на 19 и началото на 20 век в Украйна, в Урал и в Пермска област (СССР), при кръстосване на местни кобили с арденски жребци.
Отличава се с неголям ръст, с масивен, дълъг, широк и дълбок корпус, енергични движения и голяма работоспособност. Задоволява се с груб и зелен фураж. В България се използва за създаване български тежковозен кон.